# Liste der Monuments historiques in Zilling
Die Liste der Monuments historiques in Zilling führt die Monuments historiques in der französischen Gemeinde Zilling auf.

## Liste der Objekte
| Bezeichnung                | Beschreibung                   | Standort                              | Kennzeichnung | Schutzstatus | Datum | Bild |
| -------------------------- | ------------------------------ | ------------------------------------- | ------------- | ------------ | ----- | ---- |
| Orgel                      | Haupteintrag für PM57000647    | in der protestantischen Kirche (Lage) | PM57000758    | Classé       | 1995  |      |
| Instrumentalteil der Orgel | 1883 von Stiehr-Mockers gebaut | in der protestantischen Kirche (Lage) | PM57000647    | Classé       | 1995  |      |